# Montesia fasciolata
Montesia fasciolata là một loài bọ cánh cứng trong họ Cerambycidae.